# Svesa
Svesa (în ucraineană Свеса) este o așezare de tip urban din raionul Iampil, regiunea Sumî, Ucraina. În afara localității principale, nu cuprinde și alte sate.

## Demografie
Componența lingvistică a așezării de tip urban Svesa
     Ucraineană (82,96%)
     Rusă (16,65%)
     Alte limbi (0,2%)
Conform recensământului din 2001, majoritatea populației așezării de tip urban Svesa era vorbitoare de ucraineană (82,96%), existând în minoritate și vorbitori de rusă (16,65%).